# Ан-Насир Мухаммад I
аль-Малик ан-Насир Насир ад-Дин Мухаммад ибн Калаун , известный как Мухаммад I (араб. الناصر محمد‎; 1285, Каир — 1341, Каир) — девятый мамлюкский султан Египта, который трижды восходил на престол: с декабря 1293 по декабрь 1294 года, с 1299 до 1309 и с 1309 до своей смерти в 1341 году.

## Биография
Родился в Каире в Калат аль-Джабаль (Цитадель горы). Он был младшим сыном султана Калауна и братом султана аль-Ашраф Халиля. Его мать имела монгольское происхождение. Он умер в Каире в 1341 году.
В 1294 году мамлюки убили султана Халиля, в результате чего ему наследовал его малолетний брат Мухаммад. Однако через год его сверг с престола мамлюкский эмир монгольского происхождения аль-Адиль Китбуга. В то же время большое значение в политической жизни Египта начинают играть выходцы с Кавказа, которых называли Бурджитами.
В 1296 году против Китбуги восстал один из мамлюкских военачальников тюрок Ладжин, а сам Китбуга вынужден был бежать в Дамаск и добровольно отрекся от престола. Ладжин стал султаном, но не получил абсолютной власти. Он должен был делить её с мамлюкскими эмирами, которые в 1299 году составили заговор, убили Ладжина и вернули на престол ан-Насира Мухаммада. Причиной недовольства эмиров послужило недовольство сокращением налоговых поступлений в пользу гвардии.
После второго восшествия на престол, реальная власть находилась в руках лидера Бахритов Салара и лидера Бурджитов Бейбарса. В 1299 году правитель Ирана ильхан Махмуд Газан вторгся в Сирию и нанёс поражение мамлюкам в битве возле Хомса. После этого Газан занял Дамаск и Иерусалим, но узнав о собранной новой египетской армии, монголы в марте 1300 года ушли из Сирии. 20 апреля 1303 года в долине Мардж ас-Суффар, к югу от Дамаска, мамлюки нанесли поражение монголам, после которого те уже не решались вторгаться в Сирию.
В 1309 году Мухаммад заперся в крепости Карак и объявил о своем отречении. В апреле в Каире мамлюки избрали нового султана, которым стал Бейбарс II. Однако на стороне Мухаммада I оказалась вся Сирия и лидер Бахритов Салар. Через некоторое время Бейбарс II покинул Каир, а Мухаммад в третий раз взошёл на престол. Вскоре Бейбарс и Салар были схвачены и казнены.
Во время третьего правления Мухаммада (с 1309 по 1340 годы) подверглись репрессиям бурджитские мамлюки, в результате чего их корпус на несколько десятилетий потерял своё значение. 
Мухаммад упорно боролся со спекулянтами и поддерживал сравнительно низкие цены на зерно. Благодаря этим мерам население переживало длительный период относительного благополучия.